# Alfred Hüser
Alfred Hüser (* 1870; † 1938) war ein deutscher Bauunternehmer und Verbandsfunktionär.
Hüser kam als Sohn des Bauunternehmers und Zementwarenfabrikanten Hartwig Hüser zur Welt. Nach dem Tod des Vaters 1899 übernahm er gemeinsam mit seinem Bruder Hugo (1883–1929) das familieneigene Unternehmen, das sich unter beider Leitung zu einem der Marktführer im Bereich des Betonbaus, des Eisenbetonbaus und der Zementwarenfabrikation entwickelte.
Er war verheiratet mit einer Tochter von Eugen Dyckerhoff und saß um 1930 im Aufsichtsrat der Dyckerhoff & Widmann AG.
Alfred Hüser war ab 1911 Vorsitzender des Deutschen Beton-Vereins, dessen Mitbegründer und erster Vorsitzender sein Vater 1898 gewesen war. Von 1920 bis 1924 war er für die Deutsche Volkspartei Abgeordneter im Provinziallandtag der Rheinprovinz.
Kurz vor dem Ersten Weltkrieg ließ Alfred Hüser das väterliche Haus Bernhardstraße 25 zu einer repräsentativen Villa im Stil des Klassizismus umgestalten. Die Villa steht unter Denkmalschutz.

## Ehrungen
- 1920: Ehrendoktorwürde der Technischen Hochschule Berlin (als Dr.-Ing. E. h.; „in Anerkennung seiner hervorragenden Verdienste im Bauingenieurwesen, insbesondere für seine verdienstvolle Tätigkeit um die Förderung wichtiger wissenschaftlicher und praktischer Fragen im Deutschen Ausschuss für Eisenbeton“)[4]
- 1938: Ehrenvorsitzender des Deutschen Beton-Vereins